# Kommune 1
Kommune 1 o K1 fue una comuna políticamente motivada en Alemania. Fundada el 12 de enero de 1967 en Berlín Occidental y finalmente disuelta en noviembre de 1969. La Kommune 1 se desarrolló a partir de la oposición extraparlamentaria del movimiento estudiantil alemán durante los años 60´s. Pretendía ser un contramodelo contra la pequeña familia de clase media, como una reacción contra una sociedad que la comuna consideraba muy conservadora.
La comuna se ubicó por primera vez (desde el 19 de febrero de 1967 hasta marzo del mismo año) en el apartamento vacío del autor Hans Magnus Enzensberger, así como en el estudio del autor Uwe Johnson, que se alojaba en los Estados Unidos, ubicado en el distrito berlinés de Friedenau. Después del regreso de Enzensberger de un largo viaje de estudios a Moscú, dejaron su apartamento y ocuparon la casa de Johnson por poco tiempo. Luego se mudaron a un apartamento en Stuttgarter Platz y finalmente se mudaron al segundo piso de la parte trasera de una casa de vecindad en el distrito berlinés de Moabit .

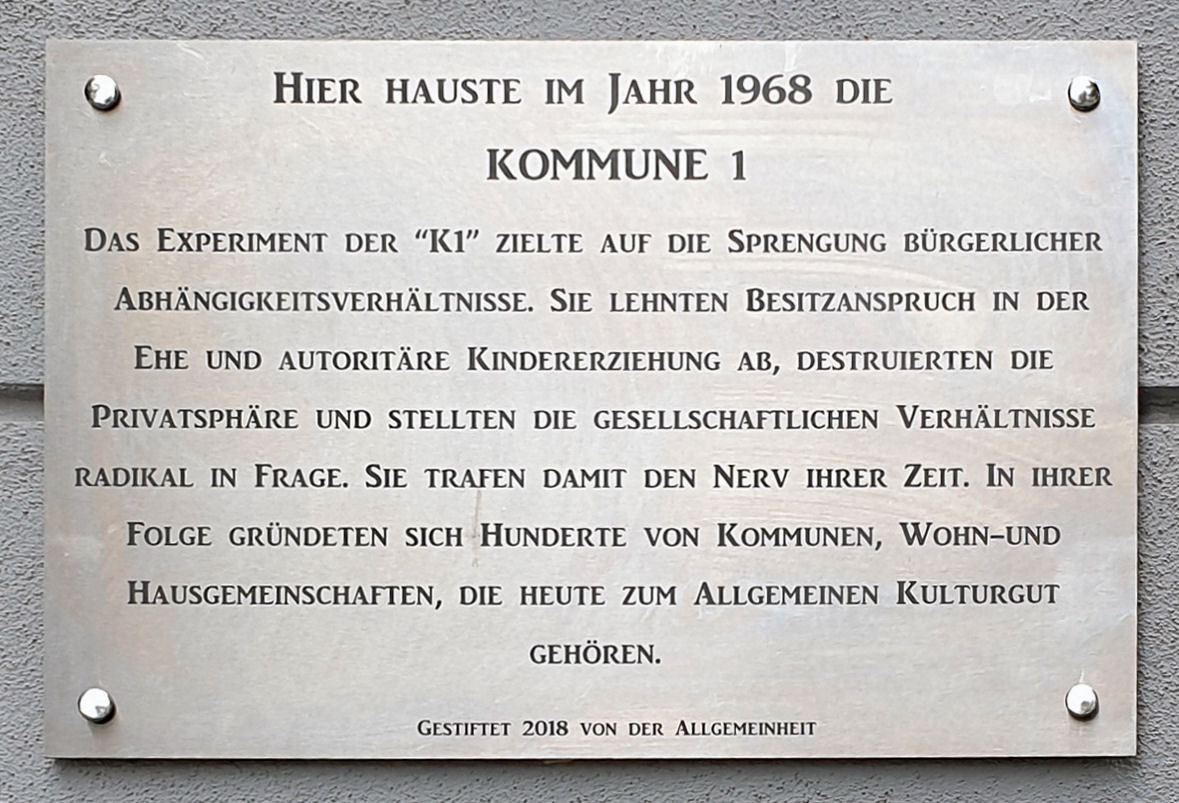
Placa conmemorativa en Kaiser-Friedrich-Straße 54A, Berlín

## Aparición
Miembros de la "Acción Subversiva de Munich" (como Dieter Kunzelmann) y del Sozialistischer Deutscher Studentenbund ("SDS") de Berlín (como Rudi Dutschke y Bernd Rabehl ) discutiieron de  cómo romper con lo que consideraban conceptos y puntos de vistas burgueses
Dieter Kunzelmann tuvo la idea de crear una comuna. Decidieron probar una vida de "aquellos apasionadamente interesados en sí mismos". Kunzelmann pronto se mudó a Berlín. En Berlín, la SDS tuvo su primer " grupo de trabajo comunal", que avanzó las siguientes ideas:
- El fascismo se desarrolla a partir de la familia nuclear. Es la célula más pequeña del Estado de cuyo carácter opresivo se derivan todas las instituciones.
- Hombres y mujeres viven en dependencia unos de otros por lo que ninguno puede desarrollarse libremente como personas.
- Esta célula (es decir, la pequeña familia) tiene que ser destrozada.

Cuando se propuso que esta teoría debería realizarse como la práctica de una vida en comuna, muchos miembros de SDS se fueron, incluidos Dutschke y Rabehl, que no querían renunciar a sus matrimonios y estilos de vida. Al final, nueve hombres y mujeres, además de un niño, se mudaron a la casa vacía de Hans Magnus Enzensberger en Fregestrasse #19 y al estudio del autor Uwe Johnson en Berlín-Friedenau, que se alojaba en Nueva York en ese momento, el 19 de febrero de 1967. Después del regreso de Enzensberger de un extenso viaje de estudios a Moscú, los comuneros se fueron y ocuparon la residencia principal de Johnson en la cercana Stierstraße #3. Los miembros se llamaban a sí mismos Kommune 1 .
Los primeros comuneros incluían al líder y principal fuerza impulsora Dieter Kunzelmann, Fritz Teufel, Dagrun Enzensberger (esposa divorciada de Hans Magnus Enzensberger), Tanaquil Enzensberger (de nueve años en ese momento, hija de Enzensberger), Ulrich Enzensberger (hermano de Hans Magnus Enzensberger), Detlef Michel (hasta el 25 de marzo de 1967), Volker Gebbert, Hans-Joachim Hameister, Dorothea Ridder ("la Dorothee de hierro"), Dagmar Seehuber y. Rainer Langhans se incorporó en marzo de 1967. A veces, Dagmar von Doetinchem y Gertrud Hemmer ("Agathe") vivían en la comuna.
Los comuneros primero intentaron informarse mutuamente con detalles insoportables sobre sus respectivas biografías, para romper las viejas certezas. Eran muy diferentes entre sí. En consecuencia, los roles que cada uno de ellos desempeñó pronto fueron diferentes. Kunzelmann era el "patriarca" y se aseguraba de que todos lo supieran. Su definición de los fines de la comuna se basó en su época de "situacionista " y en la "Acción Subversiva". Por lo tanto, era partidario de deshacerse de todos los valores, incluso los financieros, por lo que despreciaba las becas de estudio, por ejemplo. Quería abolir toda propiedad, toda esfera privada. Y estaba en contra del principio del trabajo, pero a favor del principio de la diversión o el placer. Cada uno podía y debía hacer lo que quisiera, siempre que sucediera donde todos pudieran verlo.
Langhans, Teufel y los demás llevaban el cabello largo, usaban collares, chaquetas militares o trajes Mao a instancias de las mujeres de la comuna. Pronto, les pagaron por entrevistas y fotografías. Un cartel colgado claramente en el pasillo de su apartamento, dirigido a los periodistas: "Primero pague, luego hable".

## La Primera Fase: Actos de provocación
Durante toda su existencia, Kommune 1 fue famosa por sus extraños eventos escénicos que fluctuaron entre la sátira y la provocación . Estos hechos sirvieron de inspiración para el movimiento " Sponti " y otros grupos de izquierda.

### El "asesinato con el pudín"
Como la vida comunal doméstica era demasiado aburrida, los comuneros decidieron convertir su experiencia interna en acciones.
El primero de ellos fue el "asesinato del pudín" del vicepresidente estadounidense Hubert Humphrey, quien tenía previsto visitar Berlín. En la noche del 2 de abril de 1967, los comuneros se reunieron en el apartamento de Johnson con otras 20 personas a quienes conocían de las manifestaciones. Kunzelmann presentó su plan de lanzar bombas de humo en dirección al Vicepresidente con motivo de la visita de Estado del 6 de abril. Ninguno de los otros además de Langhans quería participar.
Los archivos policiales indican que el ataque planeado fue revelado por un agente del servicio secreto, ya que once estudiantes fueron detenidos por agentes de la División I (Policía Política) el 5 de abril de 1967. Se suponía que se habían reunido en condiciones de conspiración y planeado ataques contra la vida o la salud de Hubert Humphrey por medio de bombas, bolsas de plástico llenas de productos químicos desconocidos o con otras herramientas peligrosas, como piedras.
Los arrestados fueron Ulrich Enzensberger, Volker Gebbert, Klaus Gilgenmann, Hans-Joachim Hameister, Wulf Krause, Dieter Kunzelmann, Rainer Langhans y Fritz Teufel. El titular del tabloide Bild era "Humphrey será asesinado", el semanario Zeit hablaba de "Once pequeños Oswald ". Incluso el New York Times publicó un informe sobre el plan de ocho comuneros para atacar al vicepresidente con pudín, yogur y harina . Debido a esta mala publicidad, Uwe Johnson se apresuró a pedir a su amigo y vecino Günter Grass que desalojara a los estudiantes de su apartamento. Al día siguiente, los comuneros fueron liberados y dieron su primera conferencia de prensa: se habían convertido en celebridades, mientras que la prensa y los oficiales de policía habían perdido la cara ante la opinión pública. En adelante, el editor Axel Springer llamó a los miembros de Kommune 1 "comuneros del horror".
La comuna se mudó a un apartamento en un edificio antiguo en Kaiser-Friedrich-Straße en Stuttgarter Platz en el distrito de Berlín-Charlottenburg y luego a Stephanstraße #60 en el distrito de Moabit. Apenas pasaba una semana sin que los comuneros escenificaran algún tipo de provocación satírica en algún lugar de Berlín, que fue noticia en la prensa. En uno de ellos, la comuna subió a la Kaiser-Wilhelm-Gedächtniskirche para arrojar desde arriba cientos de libros rojos de Mao .

### La visita del Sha y la fotografía del K1
Durante una manifestación frente al edificio de la Deutsche Oper de Berlín en protesta por la visita del Sha de Irán el 2 de junio de 1967 (la muerte de Benno Ohnesorg ), Fritz Teufel fue arrestado y acusado de traición. No fue hasta diciembre que fue liberado, después de que él y muchos estudiantes con él iniciaran una huelga de hambre. En las calles, los simpatizantes realizaron manifestaciones salvajes, coreando "Libertad para Fritz Teufel" y "¡Expulsen al diablo de Moabit!" ( Moabit es la prisión de Berlín y Teufel es el diablo alemán).
Durante la ausencia de Teufel en Kla comuna, se exhibió una famosa fotografía de los traseros desnudos de los comuneros contra una pared con el titular: Das Private ist politisch! ("¡ Lo personal es político !" )

### La "demanda del pirómano"
El 22 de mayo de 1967, el incendio en una tienda departamental provocó 251 muertos. Los maoístas y los manifestantes contra la guerra de Vietnam pronto fueron acusados de haber provocado el incendio. Kommune 1 reaccionó con volantes, describiendo "nuevas formas de protesta", escribiendo "Holt euch das knisternde Vietnam-Gefühl, das wir auch hier nicht missen wollen!" ("¡Atrapa esa sensación crepitante de Vietnam que no querríamos perder en casa!") y preguntando "¿cuándo se queman los grandes almacenes de Berlín?" El 6 de junio de 1967, se presentó la "Demanda del pirómano" contra Langhans y Teufel, acusándolos de incitar a un incendio provocado. Tras el testimonio de numerosos profesores de literatura, que caracterizaron los volantes como ficción y provocación surrealista, el tribunal finalmente falló a favor de Langhans y Teufel. Más tarde contaron la historia de la demanda en su libro de 1968, Klau Mich ("Steal Me"), que alcanzó el estatus de culto.

### Reacciones
La actitud hedonista de los comuneros, que hacían sólo lo que les daba la gana, no sólo polarizó a la burguesía sino también a la izquierda política .
Al SDS le disgustaron especialmente las actividades provocativas del K1. Los provocativos volantes del K1 ("Los cañones de agua son tigres de papel") que estaban firmados con las siglas SDS, eran motivo de continua irritación. Entre otras cosas, los comuneros fueron acusados de no tener ningún interés político, sino simplemente de entregarse al egoísmo. Por lo tanto, en mayo de 1967, el SDS expulsó a los "alborotadores revolucionarios" (Bild Zeitung).
En el semanario Zeit, Klaus Hartung escribió: "Casi ninguna teoría política tuvo más éxito que aquella según la cual los revolucionarios tienen que revolucionar, según la cual no habrá cambio en la sociedad sin un cambio en la vida cotidiana".
Kommune 1 se convirtió en una especie de refugio para pensadores alternativos para problemas de todo tipo; los pedidos de ayuda llegaban a diario. La casa estaba bajo un verdadero asedio de amigos y groupies que adoraban a Teufel y Langhans. A causa de la multitud de mujeres, especialmente provocada por Teufel, fue expulsado de la comuna. Se mudó a una comuna de Munich y más tarde se involucró con el Movimiento 2 de Junio .

## La Segunda Fase: Sexo, drogas y Uschi Obermaier
A fines de los 60´s, el clima social había cambiado. A fines del verano de 1968, la comuna se mudó a una fábrica abandonada en Stephanstraße para reorientarse. Esta segunda fase de Kommune 1 se caracterizó por el sexo, la música y las drogas.
El 21 de septiembre de 1968, el municipio acudió a los Días Internacionales de la Canción en Essen, el primer festival clandestino de la República Federal . Allí, Langhans conoció y se enamoró de Uschi Obermaier, una modelo de Munich . Vivía con la comuna de música con sede en Munich Amon Düül, pero pronto se mudó con los comuneros de Kommune 1, que compartían una habitación. Pronto, la prensa llamó a Langhans y Obermaier la "pareja más guapa de la APO ". A Kunzelmann no le gustaba el abiertamente apolítico Obermaier.
La politización de la esfera privada y el hecho de que Langhans y Obermaier hablaran abiertamente a los medios de su relación, de los celos y de las "máquinas del placer" constituyeron la siguiente ruptura de los tabúes sociales, dando paso a la revolución sexual . Más tarde, John Lennon y Yoko Ono y otros siguieron su ejemplo.
De repente, la comuna estaba recibiendo visitantes de todo el mundo, entre ellos Jimi Hendrix, que apareció una mañana en el dormitorio de Kommune 1. Obermaier se enamoró de él.
Sus honorarios como modelo aumentaron considerablemente, le dieron un papel principal en la película de culto de Rudolf Thome de (Red Sun, 1969), y sus fotografías aparecían en carteles y portadas de revistas. La revista Stern pagó 20.000 marcos alemanes (el precio de un Porsche 911 en ese momento) por una entrevista y fotos de desnudos de Obermaier, una suma que los rumores en la escena pronto elevaron a 50.000 marcos.

## El fin de Kommune 1 y su legado
Eventualmente, la energía de Kommune 1 se gastó. La adicción a la heroína de Kunzelmann empeoró y en el verano de 1969 fue expulsado de la comuna.
En noviembre de 1969, una banda de tres rockeros asaltó la comuna y destruyó las habitaciones. Anteriormente habían ayudado a Langhans a expulsar a algunas personas no deseadas de la comuna, y ahora regresaron para reclamar su parte de los 50.000 marcos que Stern supuestamente había pagado. Los ocupantes restantes perdieron su fe en el futuro de Kommune 1 y se dispersaron. Obermaier y Langhans fueron a Munich. Eventualmente, Langhans viviría con un "harén" de cuatro exmodelos, una organización que duraría varias décadas.
Una mesa de una de las salas de la Kommune 1 fue comprada por el político del Partido Verde Hans-Christian Ströbele . Durante las reuniones en torno a esa misma mesa, se fundaron el periódico Die Tageszeitung y la asociación Chaos Computer Club .